# Боб Джоґстеттер
Боб Джоґстеттер (англ. Bob Jaugstetter, 15 червня 1948) — американський академічний веслувальник.
Срібний призер Олімпійських Ігор 1984 року в складі вісімки.